# Fran Milobar
Fran Milobar (Petrinja, 19. prosinca 1869. − Zagreb, 9. listopada 1945.)
Bio je hrvatski pravnik i pravaški političar, zagovornik parlamentarnog monarhizam i trijalizma. Urednik pravaškog glasila u Varaždinu.